# Paszporty duńskie

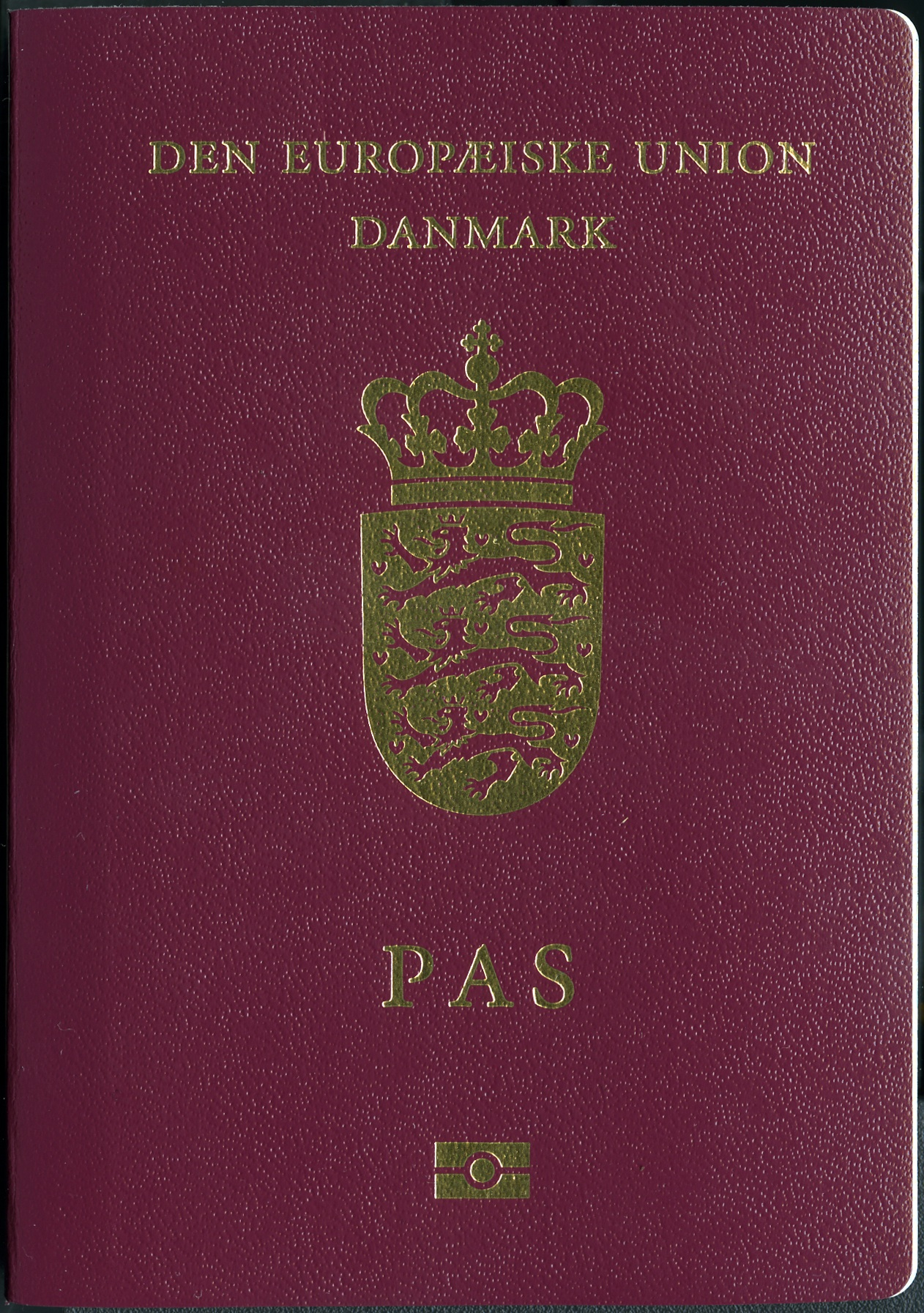
Okładka paszportu Danii

Paszporty duńskie – dokumenty tożsamości wydawane obywatelom Królestwa Danii (obejmującego Danię, Wyspy Owcze oraz Grenlandię) w celu ich identyfikacji podczas przekraczania granic oraz na terenie innych państw.
Posiadanie dowodu osobistego (duń. legitimationskort) w Danii nie jest obowiązkowe, jednak duńskie dowody osobiste nie są akceptowalnym dowodem tożsamości na terenie innych państw Unii Europejskiej i strefy Schengen, więc obywatele duńscy mogą się tam legitymizować wyłącznie paszportem.
W 2021 r. wprowadzono wzór paszportu osadzony w poliwęglanową stronę zawierającą dane osobowe. 

## Rodzaje paszportów

### Paszport Danii
Okładka paszportu jest koloru burgundzkiego wina i zawiera małe godło Danii oraz złote nadruki DEN EUROPÆISKE UNION, DANMARK oraz PAS. Strona danych osobowych zawiera wpisy w języku duńskim, angielskim i francuskim.

### Paszport Wysp Owczych

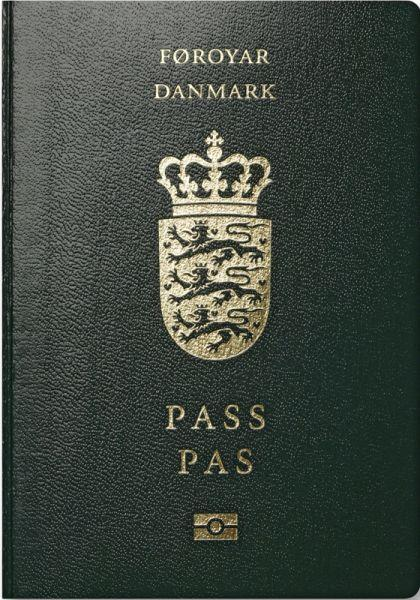
Przednia okładka paszportu Wysp Owczych

Okładka paszportu Wysp Owczych jest zielona. Jest osadzona w małe godło Danii i zawiera złote nadruki FRØYAR, DANMARK, a także PAS i PASS. Nie ma oznak przynależności do Unii Europejskiej, gdyż Wyspy Owcze nie są jej częścią. Strona zawierająca dane osobowe ma wpisy w języku duńskim, farerskim i angielskim.
W polu 3) obywatelstwo (duń. nationalitet, ang. nationality) podane jest zarówno duńskie, jak i farerskie. 

### Paszport Grenlandii

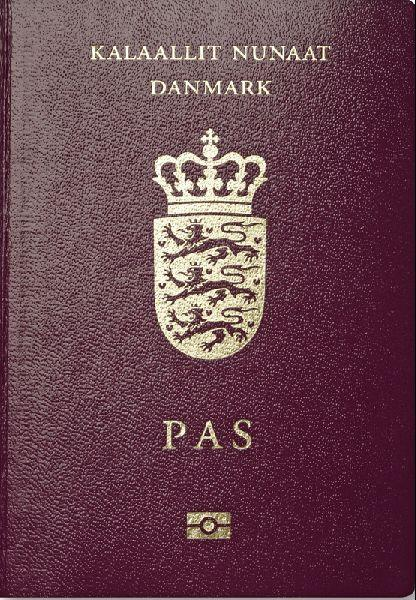
Okładka paszportu Grenlandii

Okładka paszportu Grenlandii jest w kolorze burgundzkiego wina. Znajdują się na niej małe godło Danii oraz złote nadruki KALAALLIT NUNAAT, DANMARK i PAS. Ponieważ Grenlandia nie należy do Wspólnot Europejskich od 1985 r., to nie jest też częścią Unii Europejskiej, przez co na okładce nie ma nadruku o znaczeniu „UNIA EUROPEJSKA”. Wpisy na stronie zawierającej dane osobowe są w języku duńskim, grenlandzkim i angielskim.
Mieszkańcy Grenlandii mogą wybrać pomiędzy paszportem duńskim z zaznaczeniem przynależności do Unii Europejskiej, jak i paszportem grenlandzkim. Oba dokumenty wskazują obywatelstwo duńskie.

## Transliteracja imion
Ponieważ alfabet duński jest uzupełniony o litery nieobecne w podstawowym alfabecie łacińskim, litery te są zastępowane dwuznakami w strefie czytelnej dla komputera. W ten sposób, nazwisko Østergård znalazłoby się tam w postaci OESTERGAARD.